# Germondans
Germondans est une commune française située dans le département du Doubs, la région culturelle et historique de Franche-Comté et la région administrative Bourgogne-Franche-Comté.

## Géographie

### Description
Germondans est un village rural du Doubs, limitrophe du département de la Haute-Saône dont il est séparé par le lit de l'Ognon et situé à vol d'oiseau à 23 km au nord-est de Besançon, 45 km à l'est de Gray, 25 km au sud de Vesoul et 48 km à l'ouest de Montbéliard.
La commune est desservie par la RD 14 la reliant à Devecey et Geneuille.

### Communes limitrophes
Les communes limitrophes sont Loulans-Verchamp, Rigney, La Tour-de-Sçay, La Barre, Beaumotte-Aubertans, Cenans et Blarians.

### Hydrographie
La commune est limitée sur plusieurs de ses côtés par les méandres de l'Ognon, un sous-affluent du Rhône par la Saône.

### Climat
Pour des articles plus généraux, voir Climat de la Bourgogne-Franche-Comté et Climat du Doubs.
En 2010, le climat de la commune est de type climat des marges montargnardes, selon une étude du Centre national de la recherche scientifique s'appuyant sur une série de données couvrant la période 1971-2000. En 2020, Météo-France publie une typologie des climats de la France métropolitaine dans laquelle la commune est exposée à un climat semi-continental et est dans une zone de transition entre les régions climatiques « Lorraine, plateau de Langres, Morvan » et « Jura ».
Pour la période 1971-2000, la température annuelle moyenne est de 10,5 °C, avec une amplitude thermique annuelle de 17,5 °C. Le cumul annuel moyen de précipitations est de 1 116 mm, avec 12,8 jours de précipitations en janvier et 9,9 jours en juillet. Pour la période 1991-2020, la température moyenne annuelle observée sur la station météorologique de Météo-France la plus proche, « Pouligney », sur la commune de Pouligney-Lusans à 9 km à vol d'oiseau, est de 10,9 °C et le cumul annuel moyen de précipitations est de 1 214,6 mm. 
La température maximale relevée sur cette station est de 40 °C, atteinte le 25 juillet 2019 ; la température minimale est de −23 °C, atteinte le 20 décembre 2009,,.
Les paramètres climatiques de la commune ont été estimés pour le milieu du siècle (2041-2070) selon différents scénarios d'émission de gaz à effet de serre à partir des nouvelles projections climatiques de référence DRIAS-2020. Ils sont consultables sur un site dédié publié par Météo-France en novembre 2022.

## Urbanisme

### Typologie
Au 1er janvier 2024, Germondans est catégorisée commune rurale à habitat dispersé, selon la nouvelle grille communale de densité à 7 niveaux définie par l'Insee en 2022.
Elle est située hors unité urbaine. Par ailleurs la commune fait partie de l'aire d'attraction de Besançon, dont elle est une commune de la couronne,. Cette aire, qui regroupe 310 communes, est catégorisée dans les aires de 200 000 à moins de 700 000 habitants,.

### Occupation des sols
L'occupation des sols de la commune, telle qu'elle ressort de la base de données européenne d’occupation biophysique des sols Corine Land Cover (CLC), est marquée par l'importance des territoires agricoles (85,7 % en 2018), en diminution par rapport à 1990 (87,7 %). La répartition détaillée en 2018 est la suivante : 
terres arables (63 %), zones agricoles hétérogènes (17,9 %), forêts (14,3 %), prairies (4,8 %). L'évolution de l’occupation des sols de la commune et de ses infrastructures peut être observée sur les différentes représentations cartographiques du territoire : la carte de Cassini (XVIIIe siècle), la carte d'état-major (1820-1866) et les cartes ou photos aériennes de l'IGN pour la période actuelle (1950 à aujourd'hui).

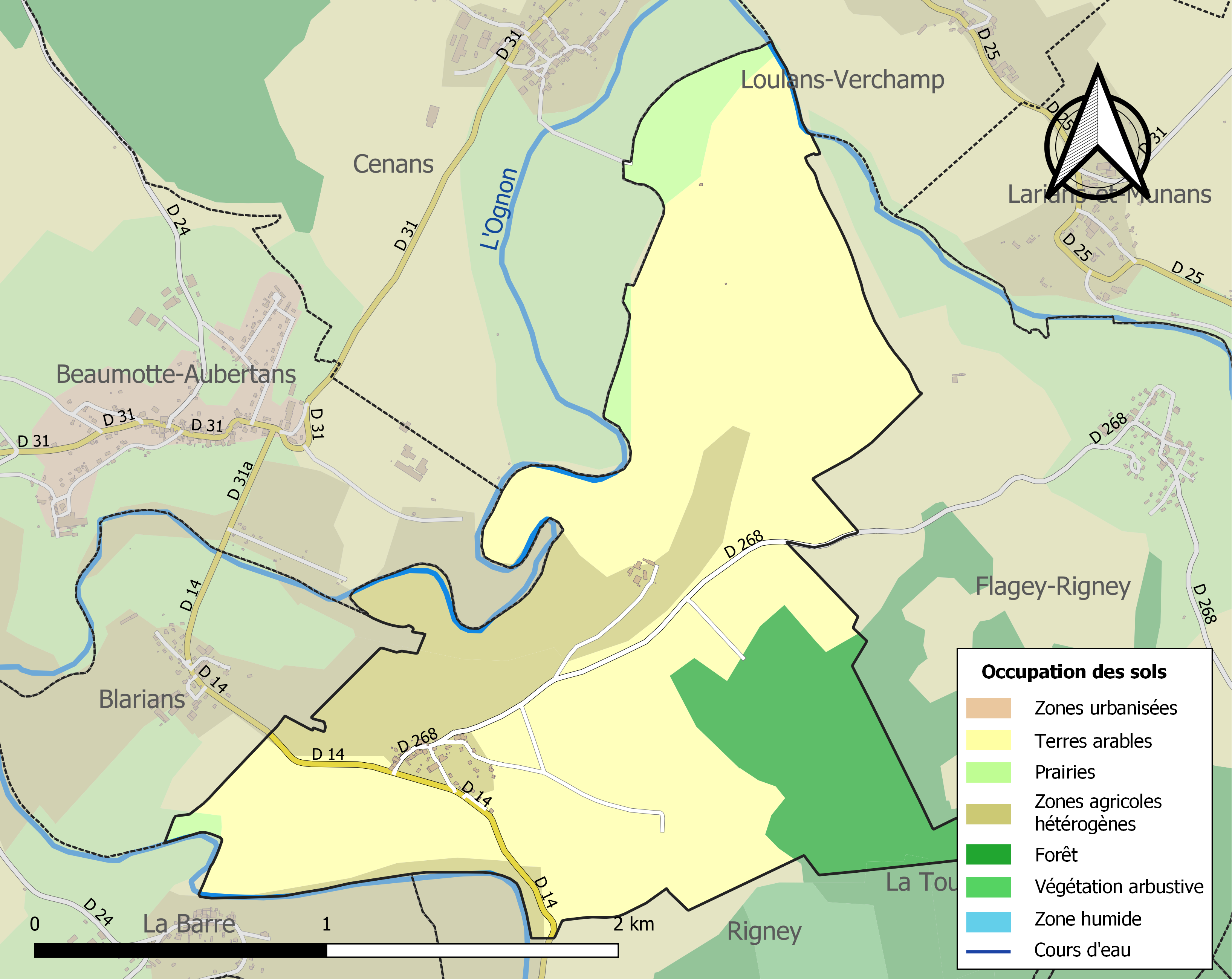
Carte des infrastructures et de l'occupation des sols de la commune en 2018 (CLC).

### Habitat et logement
En 2018, le nombre total de logements dans la commune était de 37, alors qu'il était de 34 en 2013 et en 2008.
Parmi ces logements, 81,7 % étaient des résidences principales, 13,7 % des résidences secondaires et 4,6 % des logements vacants. Ces logements étaient pour 97,4 % d'entre eux des maisons individuelles et pour 2,6 % des appartements.
Le tableau ci-dessous présente la typologie des logements à Germondans en 2018 en comparaison avec celle du Doubs et de la France entière. Une caractéristique marquante du parc de logements est ainsi une proportion de résidences secondaires et logements occasionnels (13,7 %) supérieure à celle du département (4,3 %) et à celle de la France entière (9,7 %). Concernant le statut d'occupation de ces logements, 90,3 % des habitants de la commune sont propriétaires de leur logement (88,5 % en 2013), contre 59,4 % pour le Doubs et 57,5 % pour la France entière.
| Typologie                                               | Germondans | Doubs | France entière |
| ------------------------------------------------------- | ---------- | ----- | -------------- |
| Résidences principales (en %)                           | 81,7       | 87,1  | 82,1           |
| Résidences secondaires et logements occasionnels (en %) | 13,7       | 4,3   | 9,7            |
| Logements vacants (en %)                                | 4,6        | 8,5   | 8,2            |

## Toponymie
Germondans depuis 1373.

## Politique et administration

### Rattachements administratifs et électoraux

#### Rattachements administratifs
La commune se trouve dans l'arrondissement de Besançon du département du Doubs.
Elle faisait partie depuis 1801 du canton de Marchaux. Dans le cadre du redécoupage cantonal de 2014 en France, cette circonscription administrative territoriale a disparu, et le canton n'est plus qu'une circonscription électorale.

#### Rattachements électoraux
Pour les élections départementales, la commune fait partie depuis 2014 du canton de Baume-les-Dames
Pour l'élection des députés, elle fait partie de la deuxième circonscription du Doubs.

### Intercommunalité
Germondans était membre de la très petite communauté de communes de la Bussière, un établissement public de coopération intercommunale (EPCI) à fiscalité propre créé fin 2001 et auquel la commune avait transféré un certain nombre de ses compétences, dans les conditions déterminées par le code général des collectivités territoriales.
Conformément aux prescriptions de la loi de réforme des collectivités territoriales du 16 décembre 2010, qui a prévu le renforcement et la simplification des intercommunalités et la constitution de structures intercommunales de grande taille, cette intercommunalité fusionne le 1er janvier 2014 avec la communauté de communes du Val de la Dame Blanche, formant ainsi pour trois ans la communauté de communes Dame Blanche et Bussière. Toutefois, dans le cadre des dispositions de la loi portant nouvelle organisation territoriale de la République du 7 août 2015, qui prévoit que les établissements publics de coopération intercommunale (EPCI) à fiscalité propre doivent avoir un minimum de 15 000 habitants, cette intercommunalité esst dissoute le 1er janvier 2017, et cerftaines de ses communes, dont Germondans , rejoignent la communauté de communes du Doubs Baumois.

### Liste des maires
| Période                                  | Période                        | Identité          | Étiquette | Qualité  |
| ---------------------------------------- | ------------------------------ | ----------------- | --------- | -------- |
| Les données manquantes sont à compléter. |                                |                   |           |          |
| mars 2008                                | 2022                           | Daniel Oudot      | DVD       | Retraité |
| septembre 2022                           | En cours (au 16 décembre 2022) | Lydiane Josserand |           |          |

## Démographie
L'évolution du nombre d'habitants est connue à travers les recensements de la population effectués dans la commune depuis 1793. Pour les communes de moins de 10 000 habitants, une enquête de recensement portant sur toute la population est réalisée tous les cinq ans, les populations de référence des années intermédiaires étant quant à elles estimées par interpolation ou extrapolation. Pour la commune, le premier recensement exhaustif entrant dans le cadre du nouveau dispositif a été réalisé en 2005.

En 2022, la commune comptait 59 habitants, en stagnation par rapport à 2016 (Doubs : +1,88 %, France hors Mayotte : +2,11 %).
| 1793 | 1800 | 1806 | 1821 | 1831 | 1836 | 1841 | 1846 | 1851 |
| ---- | ---- | ---- | ---- | ---- | ---- | ---- | ---- | ---- |
| 108  | 91   | 106  | 117  | 120  | 117  | 118  | 127  | 124  |

| 1856 | 1861 | 1866 | 1872 | 1876 | 1881 | 1886 | 1891 | 1896 |
| ---- | ---- | ---- | ---- | ---- | ---- | ---- | ---- | ---- |
| 105  | 111  | 105  | 106  | 94   | 97   | 76   | 91   | 71   |

| 1901 | 1906 | 1911 | 1921 | 1926 | 1931 | 1936 | 1946 | 1954 |
| ---- | ---- | ---- | ---- | ---- | ---- | ---- | ---- | ---- |
| 87   | 70   | 83   | 66   | 85   | 75   | 75   | 70   | 74   |

| 1962 | 1968 | 1975 | 1982 | 1990 | 1999 | 2005 | 2006 | 2010 |
| ---- | ---- | ---- | ---- | ---- | ---- | ---- | ---- | ---- |
| 74   | 55   | 49   | 57   | 64   | 63   | 66   | 67   | 65   |

| 2015 | 2020 | 2022 | - | - | - | - | - | - |
| ---- | ---- | ---- | - | - | - | - | - | - |
| 60   | 62   | 59   | - | - | - | - | - | - |

## Culture locale et patrimoine

### Lieux et monuments

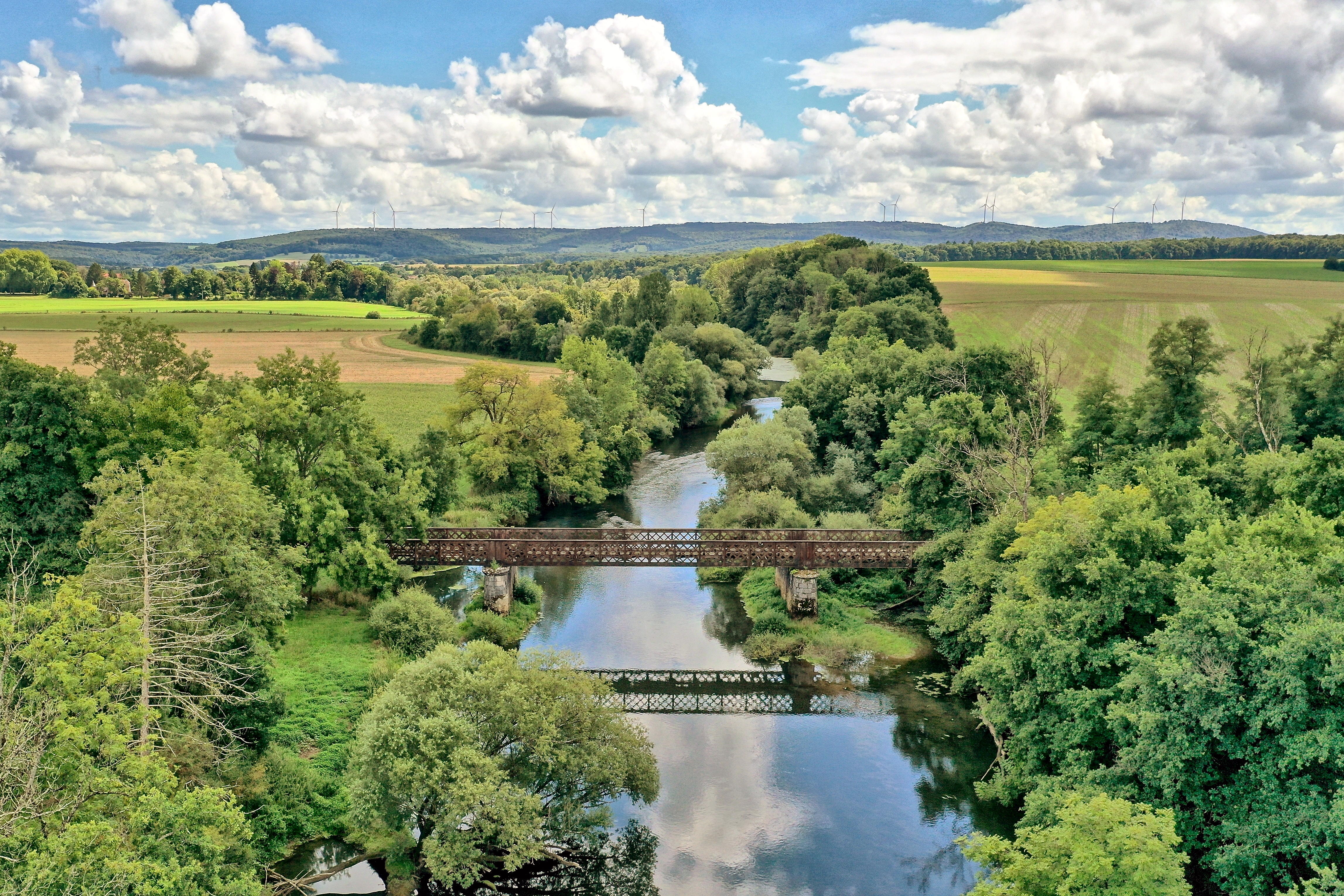
L'ancien pont ferroviaire.

- La vallée de l'Ognon et l'ancien pont ferroviaire de la ligne de Besançon-Viotte à Vesoul.

La commune a la particularité de ne pas avoir d'église.

## Pour approfondir